# Кочмес (на реке Уса)
Кочмес— посёлок в городском округе Инта Республики Коми.

## Географическое положение
Посёлок расположен в 36 км на северо-запад от города Инта на правом берегу реки Уса.

## Климат
Климат умеренно-континентальный, лето короткое и холодное, зима многоснежная, продолжительная и суровая. Климат формируется в условиях малого количества солнечной радиации зимой, под воздействием северных морей и интенсивного западного переноса воздушных масс. Вынос теплого морского воздуха, связанный с прохождением атлантических циклонов, и частые вторжения арктического воздуха с Северного Ледовитого океана придают погоде большую неустойчивость в течение всего года. Самым теплым месяцем года является июль (средняя месячная температура +14,6 °С), самым холодным — январь (−20,3 °С). Среднегодовая температура воздуха равна −3,5 °С. Число дней со средней суточной температурой воздуха выше нуля градусов составляет 144.

## История
Сельхоз «Кочмес» существовал с середины 1930-х до 1952. Находился на правом берегу р. Уса, в месте впадения в неё р. Большой Кочмес. Первоначально являлся подразделением Ухтпечлага (с 1935—1936 по 1938), затем — Воркутлага (до 1943), Инталага (до 1948), Минлага (до ликвидации в 1952). В 1930-е сельхоз был лагпунктом Усинского (с 1936 — Воркутинского) лаготделения Ухтпечлага. В сельхозе имелись конеферма и кирпичный завод. В 1937 прибывших заключённых размещали в только что выстроенных конюшнях, переоборудованных под бараки. На 1937 в сельхозе Кочмес было три женских командировки. В 1936—1941 Кочмес был центральной женской командировкой восточной части Воркутинских лагерей, здесь было сосредоточено несколько тысяч женщин, осужденных по политическим статьям. В конце 1930-х в Кочмесе были устроены ясли, в которых содержалось около 40 детей. С 1938 Кочмес принадлежит Воркутлагу, его сельскохозяйственная продукция доставляется в Воркуту на баржах. С частичным открытием сообщения на Северо-Печорской железной дороге (нач. 1940-х) продукция доставлялась в Воркуту по железной дороге. В 1943 Кочмесский лагпункт передан Интлагу, в 1948 перешёл в Минлаг. На 1951 на зоне было 420 заключённых, 110 охранников и вольнонаемных. По состоянию на апрель 1951 сельхоз Кочмес (лагпункт № 5 лаготделения совхозов Минлага) включал в себя пашни, хозяйственные и жилые постройки в районе усадьбы и на острове № 1. Основное направление производства — выращивание молодняка крупного рогатого скота и лошадей. Сельхоз располагал жилым фондом в зоне на 800—1000 человек и отдельными помещениями для кухни-столовой, бани-прачечной, ремонтно-пошивочных мастерских. В Кочмесе также располагался общелагерный дом младенца на 150 мест и детский изолятор на 10 мест. Жилой фонд вольнонаемного поселка составлял из более чем 10 многоквартирных домов и бараков. В 1952 лагерная зона была ликвидирована. В посёлке жили ссыльные и недавно освободившиеся заключённые.

## Население
Постоянное население — 74 человека (2002), в том числе коми — 92 %. 46 человек (2010, перепись).